# Salto de Apoquindo
El Salto de Apoquindo (del quechua sureño: Apuk-k'intu ‘Ramillete de hojas de coca selectas para el supremo’‘’) es una caída de agua, afluente del río San Ramón, ubicada en la Quebrada de Ramón, en la comuna de Las Condes, cerca de la ciudad de Santiago (capital de Chile). Es una belleza natural casi ignota para los habitantes del sector. El Salto tiene entre 23 a 27 metros de altura desde donde comienza la caída de agua hasta su pozón.

## Ubicación
Este salto está ubicado en la cuenca de Ramón.

La ciudad de Santiago se provee de agua potable de la quebrada de Ramón, que se encuentra a 8 kilómetros de Santiago, sobre los contrafuertes de la cordillera. El agua de esta quebrada a pocos metros de su origen,presenta una pintoresca y hermosa cascada en la que el agua cae de una altura aproximada de 20 metros. El nombre de Ramón lo trae del gobernador de la colonia don Alonso García de Ramón, que gobernó interinamente desde 1600 a 1601, y en propiedad desde 1605 hasta su fallecimiento en 1607.
Enrique Espinoza,
Geografía descriptiva de la República de Chile